# Cryptographis auricollis
Cryptographis auricollis là một loài bướm đêm trong họ Crambidae.